# Johnny Belinda
Pour les articles homonymes, voir Belinda.
Pour plus de détails, voir Fiche technique et Distribution.
Johnny Belinda est un film américain réalisé par Jean Negulesco, sorti en 1948.

## Synopsis
Sur sa propriété agricole, Black McDonald, le père de la jeune Belinda traite sa fille sourde-muette avec rudesse comme une domestique simple d'esprit.  Le docteur Richardson a toutefois remarqué l'intelligence de la jeune fille qu'il tente d'éveiller en dépit de l'hostilité de la tante Angie. Violée par Locky McCormick, un vil séducteur, Belinda a un enfant nommé Johnny Belinda par la famille McDonald, qui supporte mal ce déshonneur, sauf Aggie qui s'humanise en constatant le courage de sa nièce. Quand Locky cherche à reprendre de force l'enfant, Belinda le tue et parce qu'elle a agi comme une mère qui défendait son petit, la cour l'acquitte de son crime.

## Fiche technique
- Titre : Johnny Belinda
- Réalisation : Jean Negulesco
- Scénario : Allen Vincent, Elmer Harris et Irma von Cube
- Production : Jerry Wald
- Société de production : Warner Bros. Pictures
- Musique : Max Steiner
- Photographie : Ted D. McCord
- Cadreur : Ellsworth Fredericks (non crédité)
- Photographie de seconde équipe : Paul Ivano (non crédité)
- Effets visuels : Edwin B. DuPar
- Montage : David Weisbart
- Direction artistique : Robert Haas
- Décors de plateau : William Wallace
- Costumes : Milo Anderson et (non crédités) Marie Blanchard, Patricia Davidson, Frank Ricci
- Pays de production :  États-Unis
- Langue originale : anglais, langue des signes
- Format : noir et blanc – 35 mm – 1,37:1 – mono (RCA Sound System)
- Genre : drame
- Durée : 102 minutes
- Dates de sortie :
  - États-Unis : 14 septembre 1948
  - France : 6 mai 1949

## Distribution
- Jane Wyman : Belinda McDonald
- Lew Ayres (VF : Claude Péran) : Dr Robert Richardson
- Charles Bickford (VF : Pierre Morin) : Black McDonald
- Agnes Moorehead (VF : Germaine Kerjean) : Aggie McDonald
- Stephen McNally (VF : Jean Davy) : Locky McCormick
- Jan Sterling : Stella McCormick
- Rosalind Ivan (VF : Cécile Dylma) : Mrs. Poggety
- Dan Seymour (VF : Serge Nadaud) : Pacquet
- Mabel Paige (VF : Cécile Dylma) : Mrs. Lutz
- Ida Moore (VF : Julienne Paroli) : Mrs. McKee
- Alan Napier : Avocat de la défense

### Acteurs non crédités
- Frederick Worlock (VF : Maurice Dorléac) : Procureur
- Jonathan Hale (VF : Raymond Rognoni) : Dr Horace M. Gray
- Ian Wolfe (VF : Camille Guérini) : le pasteur
- Monte Blue (VF : Henry Valbel) : Ben
- Holmes Herbert (VF : Jean Croué) : le juge

## Distinctions
- Oscar de la meilleure actrice pour Jane Wyman
- Golden Globe du meilleur film